# إعادة بناء إيفانجيليون
إعادة بناء إيفانجيليون، المعروفة في اليابان باسم إيفانجيليون: الفيلم الجديد (ヱヴァンゲリヲン新劇場版 Evangerion Shin Gekijōban)، هي سلسلة أفلام رسوم متحركة (أنمي) يابانية وإعادة إنتاج لمسلسل الأنمي الأصلي نيون جينيسيس إيفانجيليون، من إنتاج استوديو كارا. هيدياكي أنّو شغل منصب المؤلف والمدير العام للمشروع، مع إخراج كازويا تسوروماكي وماسايوكي للأفلام. يوشيوكي ساداموتو، إكتو ياماشتا وشيرو ساغيسو عادوا لتقديم تصميم الشخصيات، تصميم الآلات، والموسيقى بالترتيب.
تستخدم رباعية الأفلام التحريك المنشأ بالحاسوب ثلاثي الأبعاد المتاحة حديثاً وتزود بمشاهد، وإطار قصة، وشخصيات جديدة، مع خاتمة جديدة بالكامل في الفيلم الرابع. هدف مصرح آخر للسلسلة هو أن تكون قابلة للوصول لغير المعجبين أكثر مما كان المسلسل التلفزيوني والأفلام سابقاً.

## العناوين
| الاسم الياباني                                                                                       | تاريخ الإصدار | تاريخ الإصدار   | مدة العرض                                    | إجمالي الإيرادات |
| الاسم الياباني                                                                                       | اليابان       | أمريكا الشمالية | مدة العرض                                    | إجمالي الإيرادات |
| --- | ------------- | --------------- | -------------------------------------------- | ---------------- |
| إيفانجيليون: 1.0 أنت (غير) وحيد (ヱヴァンゲリヲン新劇場版:序 Evangerion Shin Gekijōban: Jo)          | 1 سبتمبر 2007 | 17 نوفمبر 2009  | 98 دقيقة (العرض المسرحي) 101 دقيقة (الكامل)  | $20,121,073      |
| إيفانجيليون: 2.0 أنت (لا) تستطيع التقدم (ヱヴァンゲリヲン新劇場版:破 Evangerion Shin Gekijōban: Ha)  | 27 يونيو 2009 | 29 مارس 2011    | 108 دقيقة (العرض المسرحي) 112 دقيقة (الكامل) | $44,339,362      |
| إيفانجيليون: 3.0 أنت (لا) تستطيع الإعادة (ヱヴァンゲリヲン新劇場版:Q Evangerion Shin Gekijōban: Kyū) | 17 نوفمبر 2   | 2 فبراير 2016   | 96 دقيقة                                     | $67,282,623      |
| إيفانجيليون: 3.0+1.0 (シン・エヴァンゲリオン劇場版:\| Shin Evangerion Gekijōban:\|)                  | 8 مارس 2021   | 13 أغسطس 2021   | 155 دقيقة                                    | $92,700,000      |
| المجموع                                                                                              |               |                 | 457 دقيقة (العرض المسرحي) 464 دقيقة (الكامل) | $224٬443٬058     |

مبدأ جو-ها-كيو (序破急 jo-ha-kyū)، التي تطابق تقريباً «البداية»، و«الوسط» و«النهاية»، التي نشأت في موسيقى الغاغاكو الكلاسيكية والمعروفة أكثر في وصف أدوار مسرحية نو. بدلاً من التصنيف التقليدي، اختار فريق الإنتاج تقديم ‎[ˈkʲu͍:]‏، "يسرع" (急 kyū) بالحرف الروماني Q، بمعنى «التسارع.» مع العرض الأول للفيلم الثالث، أعلن أن الرمز الذي سيستخدم في الفيلم الأخير سيكون الرمز الموسيقي المعروف بالخط الأخير (𝄂 أو ||). لكن وفقاً لمقالة خبرية منشورة من قبل شبكة أخبار الأنمي فهو في الواقع علامة تكرار (𝄇 أو:||). اللفظ الياباني المقصود لهذا الرمز لم يُصرَّح بعد.
عناوين الأفلام، المتباينة مع تهجئة كاتاكانا لإيفانجيليون (エヴァンゲリオン Evangerion)، تستبدل حرفي إي (エ) وأو (オ) بحرف وي (ヱ) المهمل والكاتاكانا النادر الاستعمال وو (ヲ)، بالترتيب. التغيير ببساطة ليس إلا أسلوبياً، حيث ليس هناك تغير في اللفظ وكل مظاهر التهجئة اللاتينية لـ«إيفانجيليون» بقيت نفسها. الفيلم الأخير يعود لتهجئة كاتاكانا الأصلية، لكن يضيف شين ‎ (シン) إلى العنوان؛ وحيث أنها مكتوبة بالكاتاكانا وليس الكانجي، فمعنى شين غامض ويمكن ترجمتها إما كـ"جديد" (新 Shin)، "حقيقي" (真 Shin)، أو حتى كشيء آخر بالكامل. كما حدث لعناوين الحلقات في المسلسل الأصلي، فلكل فيلم عنوان ياباني أصلي، وعنوان دولي إنجليزي منفصل اختير من قبل الاستوديو الياباني نفسه.

## الإنتاج
بدأ أنّو في العمل على هذه الأفلام في خريف 2002، حيث قضى قرابة ستة أشهر في مرحلة ما قبل الإنتاج قبل تأجيله بسبب مشاريع مختلفة أخرى (مثل كيوتي هوني وأوفا ري: كيوتي هوني وأدوار بسيطة في بعض الأفلام)). تضمن ذلك مشاهدة المسلسل الأصلي ظهراً لظهر. في إصدار ديسمبر 2006 من نيوتايب، صرح أنّو بأنه سعيد أخير لاستطاعته إعادة ابتكار إيفا «كما أرادها أن تكون» في البداية وأنه ليس مقيداً بالحدود التقنية والميزانية.
تعرض جدول إصدارات الأفلام للعديد من التأجيلات، حيث تأخر الفيلم الأول عن عرضه الأصلي في الصيف إلى خريف 2007، ونقل تاريخ إصدار الفيلم الثاني من 2008 إلى صيف 2009. الفيلم الثالث، الذي أعلن عنه في إصدار متزامن في وقت واحد مع إيفانجيليون: الأخير في صيف 2008، تم إصداره في خريف 2012.
في 2012، الفيلم الأخير تم وضعه مؤقتاً على موقع كارا ليُصدَر في 2013. لاحقاً، في إصدار أغسطس 2013 من أوتونافامي، أُعلن أن الفيلم سيُصدَر قرب شتاء 2015. بالرغم من التوقعات بأن الفيلم قد يؤجَّل التزامات أنّو الأخرى في أكتوبر 2014، إلا أن هذا التاريخ قد تكرر في إصدار يناير 2015 من بُنشُن الأسبوعية.

## وصلات خارجية
- (باليابانية) موقع إيفانجيليون الفيلم الجديد
- (باليابانية) ياهو! اليابان: تصريح هيدياكي أنّو وفيلم النشرة
- (بالإنجليزية) شبكة أخبار الأنمي: ترجمة تصريح أنّو
- إعادة بناء إيفانجيليون على موقع ميوزك برينز (الإنجليزية)